# Новий мир
„Новий мир“ (на руски: Новый мир – Нов свят) е едно от най-старите месечни литературни и художествени списания в съвременна Русия. Започва да се издава в Москва от 1925 г. От 1947 до 1991 г. е орган на Съюза на писателите на СССР, от 1991 г. е частно издание . Главен редактор на списанието от 1998 г. е Андрей Василевски.

## История
Списанието е основано през 1925 г. в издателство „Известия“ по предложение на редактора на вестник „Известия“ Ю. М. Стеклов. Първата година е редактирано и ръководено от Анатолий Луначарски (член на редакционния съвет до 1931 г.) и Ю. М. Стеклов, след това от И. И. Скворцов-Степанов ; отговорен секретар е писателят Фьодор Гладков. От 1926 г. ръководството е поверено на В. Полонски. През 1947 – 1964 г. редакцията на списанието се намира на ул. Чехов 1/7.
От 1947 до 1991 г. е орган на Съюза на писателите на СССР. За заслугите си в развитието на съветската литература през 1975 г. е награден с Орден на Червеното знаме на труда.
1960-те години са връхна точка в социалното значение на списанието. Идеологическа основа по това време са ценностите на либерализма и демократичния социализъм. На поста главен редактор между 1958 и 1970 г. е идеологическият лидер на тази тенденция в тогавашния обществен живот Александър Твардовски  Списанието се превръща в основния рупор на „шестдесетниците“ и е невероятно популярно сред тях. Трудно е да се назове друга печатна публикация, която да е оказала съпоставимо въздействие върху съзнанието на цяло едно поколение. Твардовски, използвайки своя авторитет, последователно публикува литература и критика, свободни от социалистически реализъм.
На първо място, това са честни, „окопни“ произведения за Великата отечествена война, главно от млади автори – т. нар. „лейтенантска проза“: „В окопите на Сталинград“ от Виктор Некрасов, „Педя земя“ от Григорий Бакланов, „Батальоните искат огън“ от Юрий Бондарев, „Мъртвите не ги боли“ от Васил Биков и други. 
Но основното събитие е публикуването през 1962 г. на разказа на Александър Солженицин „Един ден на Иван Денисович“ – първото произведение, описващо живота в сталинистките лагери, чието публикуване става почти толкова важно и катарзисно събитие, колкото и самият XX конгрес на КПСС.
С настъпването на епохата на застоя отношението на властите се променя. На 9 февруари 1970 г., след дълъг тормоз Твардовски подава оставка след 12 години управление, след което е освободена цялата редакционната колегия.
По време на перестройката (края на 1980-те), тиражът на списанието нараства неимоверно благодарение на публикуването на по-рано забранени творби („Полет над кукувиче гнездо“ от Кен Киси, „Доктор Живаго“ от Борис Пастернак, „Изкопът“ от Андрей Платонов, „1984“ от Джордж Оруел, но особено на произведенията на Александър Солженицин „Архипелаг Гулаг“, „Първият кръг“, „Раково отделение“), например тиражът на първия брой през 1990 г., е 2 660 000 броя . Първите публикации на тези по-рано забранени в СССР автори и произведения, вече официално разрешени, продължават да са изключително търсени от руските и чуждестранни колекционери.
В днешно време „Новый мир“ има либерална ориентация и е едно от водещите руски „дебели“ литературни списания. Авторите му обаче получават символични хонорари (според информация от 2011 г. – около 2500 рубли за текст от 40 000 знака) .

## Главни редактори
- Анатолий Луначарски и Юрий Стеклов (1925)
- Иван Скворцов-Степанов (1925 – 1926)
- Вячеслав Полонски (1926 – 1931)
- Иван Гронски (1931 – 1937; отстранен и арестуван заради подкрепата в списанието на Борис Пилняк
- Владимир Ставски (1937 – 1941)
- Владимир Щербина (1941 – 1946)
- Константин Симонов (1946 -1950)
- Александър Твардовски (1950 – 1954; с указ на Централния комитет на КПСС е отстранен от поста главен редактор на списание за публикуването в „Новый мир“ на журналистически статии от В. Померанцев, Ф. Абрамов, М. Лифшиц, М. Щеглов
- Константин Симонов (1954 – 1958)
- Александър Твардовски (1958 – 1970) е принуден да подаде оставка, част от персонала на списанието последва примера му
- Валери Косолапов (1970 – 1974)
- Сергей Наровчатов (1974 – 1981)
- Владимир Карпов (1981 – 1986)
- Сергей Залигин (1986 – 1998)
- Андрей Василевски (от 1998 г.)

## Автори
Сред авторите на „Нов свят“ в различни години са известни писатели, поети, философи: Виктор Некрасов , Владимир Богомолов, Владимир Дудинцев, Иля Еренбург , Василий Шукшин, Юрий Домбровски, Виталий Семин, Андрей Битов, Анатолий Ким, Георги Владимов, Владимир Лакшин, Константин Воробьов, Евгений Носов, Василий Гросман, Владимир Войнович, Чингиз Айтматов , Васил Биков, Григорий Померанс, Виктор Астафиев , Сергей Залигин, Йосиф Бродски , Александър Кушнер, Владимир Маканин, Руслан Киреев, Людмила Петрушевская, Ирина Полянская, Андрей Волос, Дмитрий Биков, Роман Сенчин, Захар Прилепин, Александър Карасев, Олег Ермаков, Сергей Шаргунов и др. 
Александър Солженицин дебютира в списанието с новелата (разказ) „Един ден на Иван Денисович“ (1962, No 11) .